# Salus (mitología)

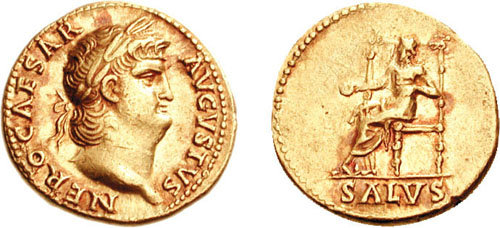
Salus, sentado y sosteniendo una patera (cuenco de libación), sobre un aureus emitido bajo Nerón

Salus (en latín: salus, "seguridad", "salvación", "bienestar") era la diosa romana de la seguridad y el bienestar (bienestar, salud y prosperidad) tanto del individuo como del estado. A veces se la equipara con la diosa griega Higía, aunque sus funciones difieren considerablemente.
Salus es una de las diosas romanas más antiguas: también se la conoce como Salus Semonia, un hecho que podría insinuar su pertenencia a la categoría de los Semones (dioses como Semo Sancus Dius Fidius). Los dos dioses tenían templos en Roma en Collis Salutaris y Mucialis respectivamente, dos colinas adyacentes del Quirinal ubicadas en la regio Alta Semita. El templo de Salus, como Salus Publica Populi Romani, fue votado en el 304 a. C. durante las guerras samnitas, por el dictador Cayo Junio Bubulco Bruto, dedicado el 5 de agosto del año 302 y adornado con frescos por orden de Cayo Fabio Píctor .
La gran antigüedad e importancia del culto de Salus está testimoniada por la ceremonia de la que poco se conoce, el Augurium Salutis, celebrada cada año el 5 de agosto para la preservación del estado romano. Su culto se extendió por toda Italia. Las fuentes literarias registran relaciones con Fortuna y Spes . Empezó a asociarse cada vez más con Valetudo, la diosa de la salud personal y el nombre romanizado de Higía.
Más tarde Salus se convirtió también en protectora de la salud personal. Sobre el año 180 a. C. se llevaron a cabo ritos de sacrificio en honor de Apolo, Esculapio y Salus. Había una estatua de Salus en el templo de Concordia. Se la asocia por primera vez con la serpiente de Esculapio a partir de una moneda del 55 a. C. acuñada por M. Acilius. Su fiesta se celebraba el 30 de marzo.

## Salus y Sancus
Las dos deidades estaban relacionadas de varias maneras. Sus santuarios (aedes) estaban muy cerca uno del otro en el Quirinal (ver arriba). Algunos eruditos también afirman que se han encontrado algunas inscripciones a Sancus en el Collis Salutaris . Además, Salus es la primera de la serie de deidades mencionadas por Macrobio relacionadas en su sacralidad: Salus, Semonia, Seia, Segetia, Tutilina, que exigían la supervisión de un dies feriatus de la persona que pronunciaba su nombre. Estas deidades estaban conectadas con los antiguos cultos agrarios del valle del Circo Máximo que siguen siendo misteriosos.
Los eruditos alemanes Georg Wissowa, Eduard Norden y Kurt Latte escriben sobre una deidad llamada Salus Semonia,  del que sólo se tiene constancia en una inscripción del año 1 d. C., que menciona una Salus Semonia en su última línea (diecisiete). Los eruditos están de acuerdo en que esta línea es una adición posterior de fecha incierta. En otras inscripciones, Salus nunca se relaciona con Semonia.

## Representación

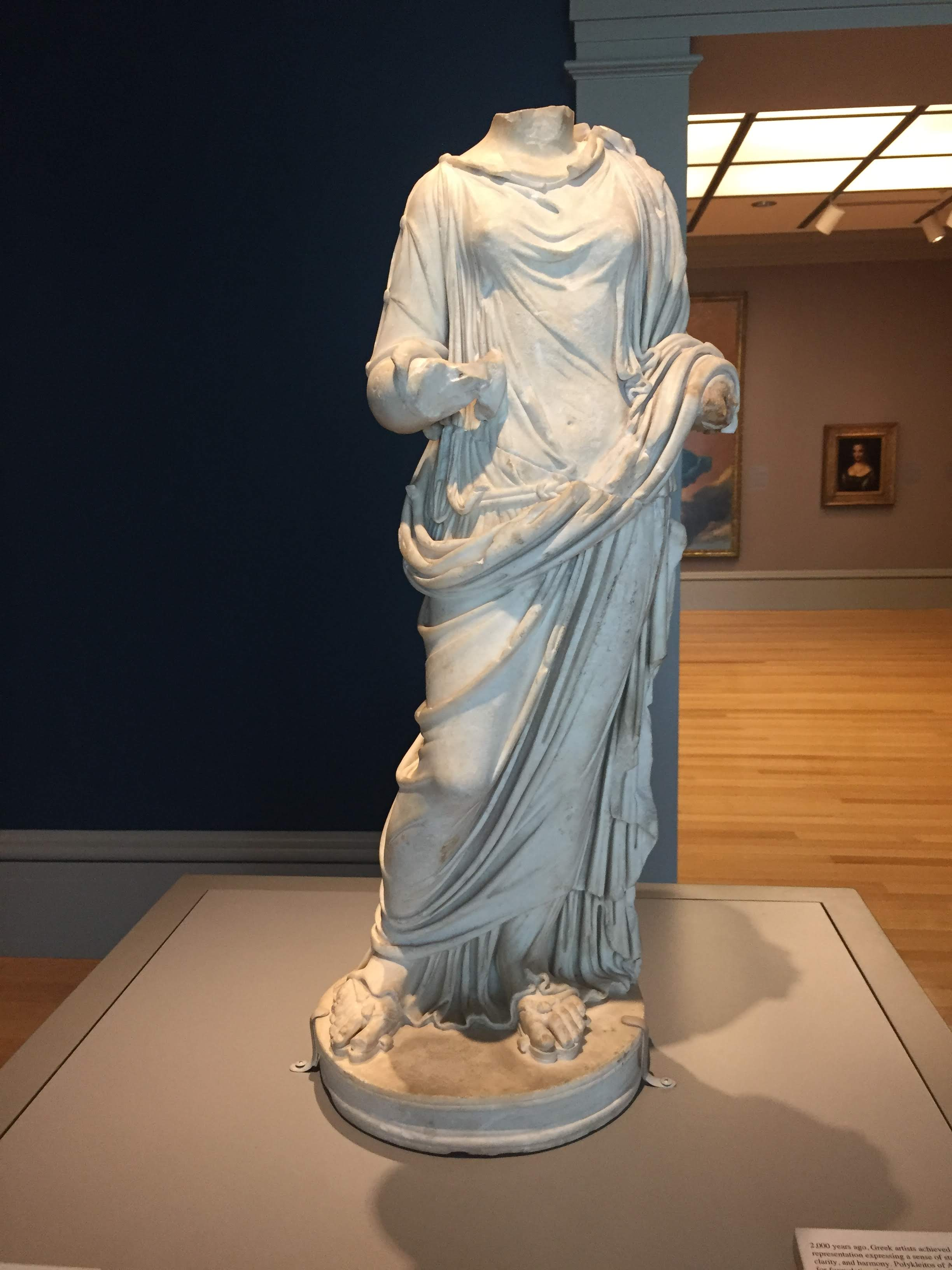
Una estatuilla de mármol de Salus realizada durante el período imperial romano (c. 69-192 d. C.)

Salus a menudo se la representaba sentada con las piernas cruzadas (una posición común para Securitas), apoyando el codo en el brazo de su trono. A menudo, su mano derecha sostiene una pátera (plato poco profundo usado en ceremonias religiosas) para alimentar a una serpiente que está enroscada alrededor de un altar. La serpiente se encabrita y baja la cabeza hacia la patera.
A veces su mano está abierta y vacía, haciendo un gesto. A veces, la serpiente dirige su mirada junto con la de ella. A veces no hay altar; en cambio, la serpiente está enrollada alrededor del brazo de su trono.
A veces Salus tiene un bastón alto en su mano izquierda con una serpiente enroscada a su alrededor; a veces su mano derecha levanta una figura femenina más pequeña. Más tarde, se mostraba a Salus de pie, alimentando a su serpiente. Esta se convirtió en la pose más común: ella está de pie y agarrando la serpiente que se retuerce firmemente debajo de su brazo, dirigiéndola a la comida que sostiene en un plato con la otra mano. En raras ocasiones, Salus sostiene un remo de dirección en su mano izquierda, lo que indica su papel como la guía del emperador mediante una vida saludable. Esto realmente pertenece a Fortuna.